# Karl Grabmayr
Karl Grabmayr, též Karl Grabmayr von Angerheim (11. února 1848 Bolzano – 24. června 1923 Merano), byl rakouský právník, soudce a politik, na přelomu 19. a 20. století poslanec Říšské rady.

## Biografie
Pocházel z tyrolského rodu právníků. Vystudoval práva na Innsbrucké univerzitě, kde roku 1871 získal titul doktora práv. Pracoval krátce na justiční praxi u svého otce. Roku 1878 si v Meranu otevřel vlastní advokátní kancelář. V roce 1892 byl za ústavověrný velkostatek zvolen do Tyrolského zemského sněmu.
V 90. letech 19. století se zapojil i do celostátní politiky. Ve volbách do Říšské rady roku 1897 získal mandát za kurii velkostatkářskou, obvod Tyrolsko, druhý voličský sbor. Za týž obvod mandát obhájil i ve volbách do Říšské rady roku 1901. Profesně byl k roku 1897 uváděn jako advokát a statkář. V poslanecké sněmovně se zaměřoval na otázky agrární reformy. V roce 1901 se stal předsedou ústavního výboru parlamentu. V roce 1906 opustil advokacii a přestěhoval se do Vídně. Výlučně se pak věnoval politice. Podporoval sloučení Německé pokrokové strany a Německé lidové strany do jednoho bloku. Odmítal všeobecné volební právo.
V roce 1907 usedl do Panské sněmovny (horní, jmenovaná, komora Říšské rady). V roce 1913 se stal prezidentem Říšského soudu a roku 1918 i správního soudu.